# Авдохин, Андрей Михайлович
Андрей Михайлович Авдохин (1901—1988) — командир 18-го отдельного железнодорожного батальона, подполковник. Герой Социалистического Труда.

## Биография
Родился 2 (15) октября 1901 года в деревне Малое Кобяково, ныне Зубцовского района Тверской области. Русский.
В 1912 году окончил сельскую школу. Батрачил вместе с отцом. До призыва в армию работал в земельной комиссии по разделу помещичьих земель среди крестьян-бедняков.
С 1920 года — в Красной Армии. Служил в железнодорожном дивизионе. В 1921 году направлен в первую Воронежскую школу военно-железнодорожных техников. Окончив её, командовал взводом, ротой. Продолжал учиться в Ленинградском училище военных сообщений, которое окончил в 1927 году и был оставлен там на преподавательской работе. Продолжил учёбу в Институте путей сообщения, окончил три курса, затем поступил на строительный факультет Военно-транспортной академии. По окончании учёбы в 1939 году майор Авдохин продолжил службу в железнодорожных войсках.
С первых дней Великой Отечественной войны находился на фронте. Воевал на Северо-Западном, Сталинградском, Южном, 3-м Украинском, 1-м и 2-м Белорусских фронтах. Командуя батальоном, личным примером вдохновлял воинов на выполнение поставленных задач, прославился как умелый организатор скоростного восстановления железнодорожных объектов. Участник Сталинградской битвы.
В 1945 году подполковник Авдохин был назначен командиром 21-го путевого батальона, а позже — мостового железнодорожного полка, который находился в городе Улан-Удэ (Бурятия). Под его руководством, с учётом опыта военных лет, полк успешно сооружал мосты в мирное время. В 1947 году полковника Авдохина назначили командиром батальона курсантов Новосибирского института инженеров железнодорожного транспорта, а с марта 1950 года служил в Управлении железнодорожного корпуса в отделе боевой подготовки.
В 1952 году полковник Авдохин уволен в запас. Переехал жить в город Ленинград, где вел преподавательскую работу, продолжая передавать свой опыт и знания учащимся учебных заведений и организаций железнодорожного транспорта. В 1966 году по состоянию здоровья ушёл на заслуженный отдых. На общественных началах продолжал вести военно-патриотическое воспитание подрастающего поколения.
Скончался А. М. Авдохин 16 августа 1988 года.

## Награды и Звания
- Указом Президиума Верховного Совета СССР от 5 ноября 1943 года «за особые заслуги в обеспечении перевозок для фронта и народного хозяйства и выдающиеся достижения в восстановлении железнодорожного хозяйства в трудных условиях военного времени» подполковнику Авдохину Андрею Михайловичу присвоено звание Героя Социалистического Труда с вручением ордена Ленина и медали «Серп и Молот».
- Награждён орденами Ленина (5.11.1943, 6.11.1945), орденами Красного Знамени (3.11.1944), Красной Звезды (27.04.1943), «Знак Почёта» (24.11.1942), медалями.
- Почётный железнодорожник.